# Royal Rife
Royal Raymond Rife (Elkhorn, 16 de maio de 1888 – El Cajon, 5 de agosto de 1971) foi um inventor americano, expoente da cine-micrografia de lapso de tempo de alta ampliação.
Ele é mais conhecido por uma alegada invenção de 'raio de feixe' durante a década de 1930, que ele pensou que poderia tratar algumas doenças ao "desvitalizar organismos causadores de doenças" por meio da vibração, seu microscópio alegadamente potente para época conseguia "enxergar" micro-organismos ainda vivos (coisa que ainda não era/é possível na medicina, apenas em organismos mortos era possível "focar") e que, com o microscópio dele, conseguia identificar a taxa de vibração ressonante do micro-organismo e com isso destruí-lo através de vibração atingindo a frequência de ressonância somente do organismo (vírus, bactérias, patógeno etc.), deixando viva as outras células e demais componentes do corpo humano. A tecnologia que ele descreveu agora é classificada como um tipo de dispositivo radiônico que foi rejeitado como um tratamento médico eficaz.
Anos após sua morte, dispositivos que professavam usar os processos de Rife foram comercializados, fabricados e vendidos em vários países como uma cura para o câncer, AIDS e outras doenças. Muitos pacientes morreram depois de usar esses dispositivos desacreditados, incluindo pessoas que poderiam ter sobrevivido usando terapias benéficas convencionais, e vários promotores foram condenados por fraude de saúde e enviados para a prisão.

## Vida e trabalho
Existem poucas informações publicadas confiáveis descrevendo a vida e o trabalho de Rife. Na década de 1930, ele fez vários microscópios ópticos compostos e, usando uma câmera de cinema, fez filmes de micróbios em microscopia de lapso de tempo. Ele também construiu microscópios que incluíam polarizadores.
Rife também relatou que um dispositivo de 'raio de feixe' de sua invenção poderia destruir os patógenos. Rife afirmou ter documentado uma "Taxa oscilatória mortal" para vários organismos patogênicos, e ser capaz de destruir os organismos vibrando-os nesta taxa particular. De acordo com o San Diego Evening Tribune em 1938, Rife não chegou a afirmar que poderia curar o câncer, mas argumentou que poderia "desvitalizar organismos causadores de doenças" em tecidos vivos, "com certas exceções".  Em um perfil de 1931, Rife advertiu contra "falsificadores médicos" que afirmam curar doenças usando "'vibrações elétricas'", afirmando que seu trabalho não sustentava tais afirmações.

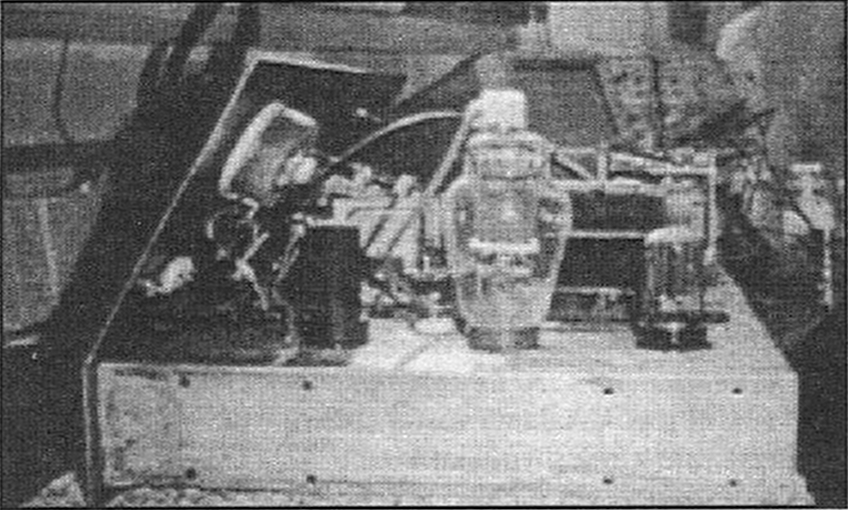
Máquina Rife de 1922

As afirmações de Rife sobre seu raio de feixe não puderam ser replicadas de forma independente e foram desacreditadas por pesquisadores independentes durante os anos 1950. Um obituário no Daily Californian descreveu sua morte aos 83 anos em 5 de agosto de 1971, declarando que ele morreu sem um tostão e amargurado pelo fracasso de seus dispositivos em angariar aceitação científica. Rife culpou a rejeição científica de suas alegações em uma conspiração envolvendo a American Medical Association (AMA), o Departamento de Saúde Pública e outros elementos da "medicina organizada", que "fez uma lavagem cerebral e intimidou" seus colegas.

## Fraude de saúde após sua morte
O interesse nas alegações de Rife foi reavivado em alguns círculos médicos alternativos pelo livro de 1987 de Barry Lynes, The Cancer Cure That Worked (A cura do câncer que funcionou), que afirmava que Rife tinha tido sucesso em curar o câncer, mas que seu trabalho foi suprimido por uma poderosa conspiração liderada pelo Associação Médica Americana. Após a publicação deste livro, uma variedade de dispositivos com o nome de Rife foram comercializados como curas para diversas doenças, como câncer e AIDS. Uma análise da Electronics Australia descobriu que um 'dispositivo Rife' típico consistia em uma bateria de nove volts, fiação, um interruptor, um cronômetro e dois comprimentos curtos de tubo de cobre, que fornecia uma corrente "quase indetectável" improvável de penetrar na pele.
Esses 'dispositivos Rife' têm figurado de forma proeminente em vários casos de fraude de saúde nos Estados Unidos, geralmente centrados em torno da inutilidade dos dispositivos e das alegações grandiosas com que são comercializados. Em um caso de 1996, os comerciantes de um 'dispositivo Rife' que afirmava curar várias doenças, incluindo câncer e AIDS, foram condenados por fraude de saúde. O juiz de condenação os descreveu como "almejando as pessoas mais vulneráveis, incluindo aqueles que sofrem de doença terminal" e fornecendo falsas esperanças. Em alguns casos, pacientes com câncer que interromperam a quimioterapia e passaram a usar esses dispositivos morreram. Dispositivos Rife são atualmente classificados como um subconjunto de dispositivos radiônicos, que geralmente são vistos como pseudomedicina pelos principais especialistas. Na Austrália, o uso de máquinas Rife foi responsabilizado pelas mortes de pacientes com câncer que poderiam ter sido curados com terapia convencional. Em 2002, John Bryon Krueger, que dirigia a Royal Rife Research Society, foi condenado a 12 anos de prisão por seu papel em um assassinato e também recebeu uma sentença simultânea de 30 meses por vender ilegalmente dispositivos Rife. Em 2009, um tribunal dos EUA condenou James Folsom por 26 acusações criminais de venda dos dispositivos Rife vendidos como 'NatureTronics', 'AstroPulse', 'BioSolutions', 'Energy Wellness' e 'Global Wellness'.
Em 1994, a American Cancer Society relatou que as máquinas Rife estavam sendo vendidas em um "esquema de marketing multinível semelhante a uma pirâmide". Um componente chave no marketing dos dispositivos Rife tem sido a alegação, inicialmente apresentada pelo próprio Rife, de que os dispositivos estavam sendo suprimidos por uma conspiração oficial contra as "curas" do câncer. O ACS descreve as afirmações de Lynes como implausíveis, observando que o livro foi escrito "em um estilo típico dos teóricos da conspiração" e desafiava qualquer verificação independente. Embora os 'dispositivos Rife' não sejam registrados pela Food and Drug Administration dos EUA. e tenham sido associados a mortes entre pacientes com câncer, o Seattle Times relatou que mais de 300 pessoas compareceram à Conferência Internacional de Saúde Rife de 2006 em Seattle, onde dezenas de dispositivos não registrados foram vendidos.